# گروه لولو
گروه لولو (انگلیسی: LuLu Group) شرکت خوشه‌ای اماراتی است، که در سال ۲۰۰۰ توسط یوسف علی موصالیم تأسیس شد.